# Anderland/Episodenliste
In der Episodenliste der deutschen Mystery-Kinderserie Anderland sind alle Folgen aufgeführt. Der Pilotfilm Im Reich der Zeit wurde am 4. März 1980 im ZDF erstausgestrahlt. Die erste Staffel begann am 22. Februar 1981. Die letzte der insgesamt 45 Episoden wurde am 14. Dezember 1986 gesendet.

## Übersicht
| Staffel   | Episodenanzahl | Erstausstrahlung | Erstausstrahlung |
| Staffel   | Episodenanzahl | Staffelpremiere  | Staffelfinale    |
| --------- | -------------- | ---------------- | ---------------- |
| Pilotfilm | 1              | 4. Mär. 1980     |                  |
| 1         | 6              | 22. Feb. 1981    | 29. Mär. 1981    |
| 2         | 13             | 4. Apr. 1982     | 27. Juni 1982    |
| 3         | 5              | 3. Apr. 1983     | 19. Juni 1983    |
| 4         | 11             | 13. Jan. 1985    | 24. Mär. 1985    |
| 5         | 9              | 5. Okt. 1986     | 14. Dez. 1986    |

### Pilotfilm
| Nr. (ges.) | Nr. (St.) | Originaltitel     | Erstausstrahlung Deutschland | Regie         | Drehbuch                                                     |
| ---------- | --------- | ----------------- | ---------------------------- | ------------- | ------------------------------------------------------------ |
| 1          | 1         | Im Reich der Zeit | 4. März 1980                 | Gérard Samaan | Andreas Meyer, Susanne Nowakowski, Josef Rölz, Gérard Samaan |

### 1. Staffel
| Nr. (ges.) | Nr. (St.) | Originaltitel             | Erstausstrahlung Deutschland | Regie         | Drehbuch                                               |
| ---------- | --------- | ------------------------- | ---------------------------- | ------------- | ------------------------------------------------------ |
| 1          | 1         | Anna und ihr Hund         | 22. Feb. 1981                | Gérard Samaan | Andreas Markus Klug, Susanne Nowakowski, Gérard Samaan |
| 2          | 2         | Im Wald                   | 1. März 1981                 | Gérard Samaan | Andreas Markus Klug, Andreas Meyer, Gérard Samaan      |
| 3          | 3         | Die wann-und-warum-Karola | 8. März 1981                 | Gérard Samaan | Andreas Markus Klug, Josef Rölz, Gérard Samaan         |
| 4          | 4         | Der zweite Martin         | 15. März 1981                | Gérard Samaan | Jörg Grünler, Gérard Samaan                            |
| 5          | 5         | Hilfe, ich bin erwachsen  | 25. März 1981                | Jörg Grünler  | Jörg Grünler, Josef Rölz                               |
| 6          | 6         | Meine Eltern sind weg     | 29. März 1981                | Jörg Grünler  | Jörg Grünler, Andreas Meyer                            |

### 2. Staffel
| Nr. (ges.) | Nr. (St.) | Originaltitel                    | Erstausstrahlung Deutschland | Regie               | Drehbuch                         |
| ---------- | --------- | -------------------------------- | ---------------------------- | ------------------- | -------------------------------- |
| 7          | 1         | Traumwasser                      | 4. Apr. 1982                 | Jörg Grünler        | Jörg Grünler, Susanne Nowakowski |
| 8          | 2         | Der Spaziergang                  | 11. Apr. 1982                | Jörg Grünler        | Jörg Grünler, Susanne Nowakowski |
| 9          | 3         | Der verbotene Mund               | 18. Apr. 1982                | Gérard Samaan       | Jörg Grünler                     |
| 10         | 4         | Der verkaufte Geburtstag         | 25. Apr. 1982                | George Moorse       | Ilse Biberti, George Moorse      |
| 11         | 5         | Achim und das große Rennen       | 2. Mai 1982                  | Hans-Werner Schmidt | Peter Heusch, Josef Rölz         |
| 12         | 6         | Tommy der Starke                 | 9. Mai 1982                  | Hans-Werner Schmidt | Andreas Meyer                    |
| 13         | 7         | Unerhört                         | 16. Mai 1982                 | George Moorse       | Ilse Biberti, George Moorse      |
| 14         | 8         | Oma, ich komme um zwölf Uhr zehn | 23. Mai 1982                 | Jörg Grünler        | Jörg Grünler                     |
| 15         | 9         | Thomas und der lange Weg         | 30. Mai 1982                 | Hans-Werner Schmidt | Josef Rölz, Susanne Nowakowski   |
| 16         | 10        | König Karlchen der Zweite        | 6. Juni 1982                 | Jörg Grünler        | Jörg Grünler                     |
| 17         | 11        | Das Haus der Erinnerungen        | 13. Juni 1982                | Marco Serafini      | Suse Reichel, Marco Serafini     |
| 18         | 12        | Felix und der Wassermann         | 20. Juni 1982                | Marran Gosov        | Marran Gosov                     |
| 19         | 13        | Die schwarze Dreier              | 27. Juni 1982                | Marran Gosov        | Marran Gosov                     |

### 3. Staffel
| Nr. (ges.) | Nr. (St.) | Originaltitel                  | Erstausstrahlung Deutschland | Regie              | Drehbuch                       |
| ---------- | --------- | ------------------------------ | ---------------------------- | ------------------ | ------------------------------ |
| 20         | 1         | Stefanie und die Geister       | 3. Apr. 1983                 | Michael Fackelmann | Michael Fackelmann             |
| 21         | 2         | Die Prinzessin will Clown sein | 24. Apr. 1983                | Marran Gosov       | Marran Gosov                   |
| 22         | 3         | Daniel und der Apfelbaum       | 29. Mai 1983                 | Michael Fackelmann | Michael Fackelmann             |
| 23         | 4         | Die Rache der Barbaren         | 5. Juni 1983                 | George Moorse      | Ilse Biberti, George Moorse    |
| 24         | 5         | Unser lieber Klaus             | 19. Juni 1983                | Gérard Samaan      | Christiane Adam, Andreas Meyer |

### 4. Staffel
| Nr. (ges.) | Nr. (St.) | Originaltitel                             | Erstausstrahlung Deutschland | Regie                  | Drehbuch                               |
| ---------- | --------- | ----------------------------------------- | ---------------------------- | ---------------------- | -------------------------------------- |
| 25         | 1         | Sebastian und sein Kett-Car               | 13. Jan. 1985                | Jörg Grünler           | Dirk Walbrecker                        |
| 26         | 2         | Tina und der berühmte Vater               | 20. Jan. 1985                | George Moorse          | Josef Rölz                             |
| 27         | 3         | Hannah in der Fremde                      | 27. Jan. 1985                | Ilse Biberti           | Josef Rölz                             |
| 28         | 4         | Ich trau mich nicht nach Hause            | 3. Feb. 1985                 | Jörg Grünler           | Michael Fackelmann, Jörg Grünler       |
| 29         | 5         | Wo ist deine Puppe, Julia?                | 10. Feb. 1985                | Jörg Grünler           | Jörg Grünler                           |
| 30         | 6         | Manuel und die verheimlichte Freundschaft | 17. Feb. 1985                | George Moorse          | Josef Rölz                             |
| 31         | 7         | Die fremde Katze                          | 24. Feb. 1985                | Mieczyslaw Lewandowski | Linde von Keyserlingk                  |
| 32         | 8         | Warten auf den Vater                      | 3. März 1985                 | Mieczyslaw Lewandowski | Helmut Walbert, Mieczyslaw Lewandowski |
| 33         | 9         | Gina und der verlorene Freund             | 10. März 1985                | Jörg Grünler           | Dirk Walbrecker                        |
| 34         | 10        | Wie finde ich Dich wieder?                | 17. März 1985                | Jens-Peter Behrend     | Michael Fackelmann                     |
| 35         | 11        | Leih mir Dein Fahrrad bitte!              | 24. März 1985                | Jindřich Mann          | Jörg Grünler                           |

### 5. Staffel
| Nr. (ges.) | Nr. (St.) | Originaltitel                 | Erstausstrahlung Deutschland | Regie                  | Drehbuch                                  |
| ---------- | --------- | ----------------------------- | ---------------------------- | ---------------------- | ----------------------------------------- |
| 36         | 1         | Einen Hund will ich           | 5. Okt. 1986                 | Jindřich Mann          | Michael Schulz, Jochen Greve              |
| 37         | 2         | Das erfundene Geschenk        | 12. Okt. 1986                | Jens-Peter Behrend     | Hartwig Nissen                            |
| 38         | 3         | Valentin und die Mozartkugeln | 12. Okt. 1986                | Mieczysław Lewandowski | Thomas Tanner                             |
| 39         | 4         | Auf ewig dein                 | 2. Nov. 1986                 | Mieczysław Lewandowski | Linde von Keyserlingk, Susanne Nowakowski |
| 40         | 5         | Nur auf Probe                 | 9. Nov. 1986                 | Mieczysław Lewandowski | Susanne Nowakowski                        |
| 41         | 6         | Der Schmetterling             | 23. Nov. 1986                | Mieczysław Lewandowski | Josef Rölz, Helmut Walbert                |
| 42         | 7         | Der lachende Stern            | 30. Nov. 1986                | Jindřich Mann          | Linde von Keyserlingk, Susanne Nowakowski |
| 43         | 8         | Kais Geheimnis                | 7. Dez. 1986                 | Hans-Jürgen Teske      | Hartwig Nissen                            |
| 44         | 9         | Portugal kenne ich nicht      | 14. Dez. 1986                | Jindřich Mann          | Hans-Jürgen Teske                         |